# НУТЭП
НУТЭП — контейнерный терминал, осуществляющий перевалку контейнерных, генеральных и ро-ро грузов в порту Новороссийска. Первый по перевалке контейнеров в Новороссийске (доля НУТЭП в 2024 году составила 57,5 %). Мощность терминала составляет 700 тыс. TEU в год. Построен в 2002—2004 годах, входит в структуру стивидорного холдинга «ДелоПортс».

## История
Контейнерный терминал на базе «Новороссийского узлового транспортно-экспедиционного предприятия» в Новороссийском морском порту был создан в 2002—2004 годах под управлением Национальной контейнерной компании. В 2010 году собственником половины НУТЭПа стала группа компаний «Дело» Сергея Шишкарёва. В 2011 году НКК продала ГК «Дело» свою половину НУТЭПа за 115 млн долларов. На этот момент НУТЭП был единственным в Новороссийском порту терминалом, который не входил в группу НМТП. В 2015 году НУТЭП вместе с другими стивидорными активами ГК «Дело» в Новороссийске (зерновым терминалом КСК и бункеровочной компанией ТОС, позднее переименованной в «Сервисную компанию „Дело“») сформировал холдинг «ДелоПортс».

## Инфраструктура
НУТЭП — самый современный терминал морского порта в городе Новороссийске. Терминал занимает 34 га, имеет собственный парк с 7 приёмо-отправочными путями, возможностью формирования ускоренных контейнерных поездов. Прямой автомобильный доступ к федеральной трассе М4 «Дон». Терминал может принимать и отправлять контейнеры морским, железнодорожным и автомобильным транспортом, обслуживать суда типа Panamax и Post-Panamaxx.
В 2019 году на контейнерном терминале НУТЭП был введён в эксплуатацию глубоководный причал № 38 глубиной 15 метров, способный принимать океанские контейнеровозы ёмкостью до 10 тыс. TEU.
Развитие НУТЭПа происходило в несколько этапов:
- В 2005—2006 годах на территории терминала была построена железнодорожная линия протяжённостью 2712 метров, которая позволила обслуживать контейнерные поезда на площадке у причала № 39. Эксплуатационная длина пути составила 435 метров, что позволило обрабатывать 22 вагона-платформы. Это позволило НУТЭПу исключить из логистической цепочки посредников, которые занимались приёмом и отправкой контейнеров по железной дороге[10].

- В 2009 году на территории НУТЭПа был введён в эксплуатацию первый в России береговой перегружатель (STS, ship-to-shore) производства концерна Liebherr и 4 тыловых контейнерных перегружателя[англ.] (RTG, rubber tyred gantry) производства Konecranes. STS-кран был выполнен по индивидуальному проекту с учётом ветровых и сейсмических нагрузок в акватории Новороссийского порта, имел грузоподъёмность под спредером в 50 тонн, вылет морской консоли в 46 метров и пропускную способность до 45 движений в час. RTG-краны были рассчитаны на грузы до 50 тонн, высоту штабелирования 5 + 1 контейнер и ширину штабелирования 7 + 1 контейнер. Новое оборудование увеличило пропускную способность НУТЭПа до 215 тысяч TEU в год[11][12].
- В августе 2019 года на контейнерном терминале НУТЭП был введён в эксплуатацию глубоководный причал № 38 глубиной 15 метров и протяженностью 390 метров, способный принимать океанские контейнеровозы ёмкостью до 10 000 TEU (прежде НУТЭП из-за глубины причалов в 12,3 метра мог принимать суда вместимостью не более 4 тысяч TEU). Площадь территории составляет 4 га. Причал оснащен 3 рельсовыми причальными STS-кранами производства ZPMC и 4 RTG-перегружателями. После завершения инвестиционной программы в 2021 году пропускная способность терминала НУТЭП будет увеличена до 700 000 TEU в год. С момента старта проекта в 2015 году сумма инвестиций составила 125 млн $[13][14][15].
- В мае 2024 года в рамках реализации программы модернизации оборудования на контейнерный терминал НУТЭП доставлен новый причальный контейнерный перегружатель — кран типа STS (ship-to-shore) производства китайской компании ZPMC. Электрогидравлический кран грузоподъёмностью 50 тонн полностью отвечает особенностям работы терминала, он способен обрабатывать любые виды контейнеров. Высота подъёма крана — 35 метров, глубина опускания — 15 метров, вылет морской консоли — 46 метров[16].
- В августе 2024 года в рамках программы наращивания мощностей контейнерного терминала НУТЭП приступил к реконструкции глубоководного причала № 38. Это позволит увеличить пропускную способность НУТЭП на 300 тысяч TEU, до 1 млн TEU в год. Работы будут проводиться без остановки производственного цикла и завершатся к концу 2027 года. В ходе реконструкции планируется удлинить причальный фронт и создать дополнительные складские площадки. В результате реконструкции длина причала вырастет с 390 метров до 600 метров, ёмкость склада на причале — с 3 080 TEU до 4 830 TEU, площадь — с 4 га до 6,4 га. К концу 2027 года пропускные мощности терминала вырастут до 1 млн TEU[17].

## Грузооборот
В 2024 году терминал обработал 612,7  тыс. TEU, что на 1,7 % больше показателя 2023 года и стало абсолютным рекордом объёмов перевалки.
| Год                   | 2004 | 2005 | 2006 | 2007  | 2008 | 2009  | 2010  | 2011  | 2012 | 2013 | 2014 | 2015  | 2016 | 2017 | 2018 | 2019 | 2020 | 2021 | 2022  | 2023  | 2024  |
| --------------------- | ---- | ---- | ---- | ----- | ---- | ----- | ----- | ----- | ---- | ---- | ---- | ----- | ---- | ---- | ---- | ---- | ---- | ---- | ----- | ----- | ----- |
| Грузооборот, тыс. TEU | 32,8 | 54,3 | 99,1 | 141,4 | н/д  | 120,7 | 124,6 | 199,3 | 215  | н/д  | н/д  | 202,6 | 233  | 304  | 333  | 375  | 487  | 546  | 582,5 | 602,5 | 612,7 |

## Галерея
- Строительство глубоководного причала № 38
- Терминал в 2023 году
- Краны терминала
- Причальные краны терминала НУТЭП